# Bicarbonato de amonio
El bicarbonato de amonio, de fórmula NH4HCO3, es la sal ácida derivada del ácido carbónico, de fórmula H2CO3, por sustitución de un catión hidrógeno por un catión amonio, de fórmula NH4+.
El nombre bicarbonato de amonio o bicarbonato amónico está aún muy extendido en el comercio y la industria, pero no está recomendado por la IUPAC: se prefiere el nombre antiguo admitido hidrogenocarbonato de amonio, o mejor aún, el nombre sistemático hidrogenotrioxidocarbonato de amonio.

## Características
El bicarbonato de amonio es un sólido cristalino que se descompone en amoníaco y dióxido de carbono (por lo que no se alcaliniza el medio) en condiciones adecuadas de humedad y temperatura. Las soluciones acuosas de esta sal suele ser ligeramente alcalinas. La sal posee un olor ligeramente amoniacal. La síntesis artificial se realiza mediante la reacción:
CO2  +  NH3  +  H2O   →   (NH4)HCO3
El bicarbonato de amonio se produce mediante la reacción entre dióxido de carbono y amoniaco. Otra síntesis es mediante calentamiento de hidróxido de amonio en un exceso de dióxido carbónico y posterior evaporación (vapor de agua). El bicarbonato de amonio es inestable en ambientes húmedos, por lo que debe almacenarse en lugares secos. Es insoluble en alcoholes como el alcohol etílico y en cetonas como la acetona.

## Usos
El bicarbonato de amonio se emplea en la industria alimentaria (industria panadera y repostería) como gasificante con el código es E503(ii). Se trata por tanto de una levadura química. No se emplea en masas de gran tamaño porque no permite liberar al gas del amoníaco,  quedando este atrapado, dejando mal sabor.
También se emplea en la obtención de sales amónicas, colorantes, compuestos para incluirse en los extintores de incendios, etc. Se emplea igualmente como expansionante para el caucho. La sustancia que se comercializa con la denominación de carbonato de amonio suele ser una mezcla de bicarbonato de amonio (NH4)HCO3 y carbamato de amonio (NH2COONH4).

## Química
El bicarbonato amónico es ligeramente inestable a temperatura ambiente liberando amoniaco (responsable del característico olor de esta sal), especialmente en ambientes de poca humedad. El ligero incremento de la temperatura hace que se libere amoniaco más rápidamente, descomponiéndose en torno a los 35 °C dando lugar a amoniaco, dióxido de carbono y agua:
(NH4)HCO3 → CO2  +  NH3  +  H2O
Tiene carácter anfótero reaccionando como base frente a los ácidos liberando dióxido de carbono:
(NH4)HCO3  + HCl → NH4Cl + CO2 +  H2O
O reaccionando como ácido frente a bases y liberando amoniaco:
(NH4)HCO3 + NaOH → NaHCO3 +  H2O  +  NH3
Reacciona con los sulfatos alcalinotérreos para precipitar sus carbonatos y dar sulfato amónico:
CaSO4 + 2(NH4)HCO3 → CaCO3 + (NH4)2SO4 + CO2 + H2O
El bicarbonato de amonio es soluble en agua y prácticamente insoluble en alcohol. El bicarbonato amónico suele presentar trazas de carbamato de amonio (NH2CO2NH4) y carbonato amónico ((NH4)2CO3).